# Formica adelungi
Formica adelungi är en myrart som beskrevs av Auguste-Henri Forel 1904. Formica adelungi ingår i släktet Formica och familjen myror. Inga underarter finns listade i Catalogue of Life.